# Gaston Etchegoyen
Gaston Etchegoyen est un historien, médiéviste et traducteur français né le 22 mai 1890 à Pont-Saint-Esprit et mort le 16 décembre 1922 à Madrid à 32 ans, des suites d'une opération de l'appendicite. Il est formé aux études hispaniques et spécialiste de la mystique de Raymond Lulle et Thérèse d'Avila.

## Biographie
Gaston Etchegoyen naît à Pont-Saint-Esprit le 22 mai 1890. Il fait sa scolarité au collège d'Uzès, au lycée Lakanal, puis se consacre à la rhétorique et à la philosophie à Henri-IV. Après avoir obtenu le prix de philosophie de ce dernier lycée, il voyage en Espagne et passe sa licence d'espagnol en juin 1912.
Il prépare son diplôme d'études supérieures à l'École des Hautes Études sous la direction de François Picavet et Alfred Morel-Fatio. Sur leurs conseils ainsi que ceux de Henri Delacroix, il se consacre à Thérèse d'Avila.
Gaston Etchegoyen devient hispaniste et membre de l'École de Rome. Il travaille à l'École des Hautes Études Hispaniques (Casa de Velázquez) en 1917-1919, sous la direction de Pierre Paris, dynamisant son activité scientifique. Il prépare une thèse sur L'Amour divin. Essai sur les sources de sainte Thérèse.
En 1921, il est nommé « professeur de lettres et philosophie » au Lycée français de Madrid. Il meurt à Madrid le 16 décembre 1922 « des suites d'une opération de l'appendicite », selon Charles Terrasse, auteur de sa nécrologie dans la revue Mélanges d'archéologie et d'histoire.
Sa thèse paraît de façon posthume en 1923 dans la Bibliothèque de l'École des Hautes Études Hispaniques, en son hommage. Charles Terrasse écrit que Etchegoyen, « d'une âme délicate et passionnée, était particulièrement apte à comprendre le symbolisme et le mysticisme ».

## Travaux
Gaston Etchegoyen fait sa thèse de doctorat en 1922, intitulée L'Amour divin. Essai sur les sources de sainte Thérèse. Elle paraît en 1923 après sa mort soudaine en 1922, à Bordeaux chez Feret et fils.
Etchegoyen est un spécialiste du philosophe et mystique majorquin Raymond Lulle. Il publie deux articles d'études du Livre de l'Ami et de l'Aimé, dans les Mélanges d'archéologie et d'histoire en 1920, et dans le Bulletin hispanique en 1922.
Il s'intéresse aux sources des images utilisées par les mystiques hispaniques, en particulier Raymond Lulle et Thérèse d'Avila. À la suite de Alfred Morel-Fatio, qui fut son maître à l'École des Hautes Études Hispaniques, il étudie l'image du château.
Il travaille aussi l'image de l'« âme-oiseau » (the bird of the soul) chez Thérèse d'Avila, Francisco de Osuna, Raymond Lulle, Alonso de Orozco, et Bernardino de Laredo, dans sa thèse de doctorat L'Amour divin. Essai sur les sources de sainte Thérèse.
Une autre image qu'il analyse chez les mystiques est le feu. Le psychologue Carl Gustav Jung en fera un archétype.

## Publications
- Gaston Etchegoyen, L'Amour divin. Essai sur les sources de sainte Thérèse, Bordeaux, Feret & fils, 1923 (lire en ligne sur Gallica).
- Gaston Etchegoyen, « La mystique de Raymond Lulle, d'après le Livre de l'Ami et de l'Aimé », Bulletin Hispanique, vol. 24, no 1,‎ 1922, p. 5-17 (lire en ligne, consulté le 23 juin 2017).
- Gaston Etchegoyen, « Versets choisis du Livre de l'Ami et de l'Aimé de Raymond Lulle », Mélanges d'archéologie et d'histoire, vol. 38, no 1,‎ 1920, p. 197-211 (lire en ligne, consulté le 23 juin 2017).